# Bairradas
Bairradas é uma localidade portuguesa do Município de Figueiró dos Vinhos que foi sede da extinta Freguesia de Bairradas, freguesia que tinha 11,62 km² de área e 487 habitantes (2011), e, por isso, uma densidade populacional de 42 hab/km². 
A Freguesia de Bairradas foi criada a 1 de janeiro de 1985 a partir da Freguesia de Figueiró dos Vinhos tendo, em 2013, voltado a ser agregada à freguesia-sede, na denominada União das Freguesias de Figueiró dos Vinhos e Bairradas.

## População
| População da freguesia de Bairradas | População da freguesia de Bairradas | População da freguesia de Bairradas | População da freguesia de Bairradas | População da freguesia de Bairradas | População da freguesia de Bairradas | População da freguesia de Bairradas | População da freguesia de Bairradas | População da freguesia de Bairradas | População da freguesia de Bairradas | População da freguesia de Bairradas | População da freguesia de Bairradas | População da freguesia de Bairradas | População da freguesia de Bairradas | População da freguesia de Bairradas |
| ----------------------------------- | ----------------------------------- | ----------------------------------- | ----------------------------------- | ----------------------------------- | ----------------------------------- | ----------------------------------- | ----------------------------------- | ----------------------------------- | ----------------------------------- | ----------------------------------- | ----------------------------------- | ----------------------------------- | ----------------------------------- | ----------------------------------- |
| 1864                                | 1878                                | 1890                                | 1900                                | 1911                                | 1920                                | 1930                                | 1940                                | 1950                                | 1960                                | 1970                                | 1981                                | 1991                                | 2001                                | 2011                                |
|                                     |                                     |                                     |                                     |                                     |                                     |                                     |                                     |                                     |                                     |                                     |                                     | 760                                 | 610                                 | 487                                 |

Lei n.º 38/84,  de 31 de Dezembro - com lugares desanexados da freguesia de Figueiró dos Vinhos

## Economia
A economia de Bairradas baseia-se na venda de vinho, azeite e mel. Há também a assinalar a localização nesta localidade da Barragem da Bouçã, que se destina à produção elétrica.

## Cultura e Desporto
Bairradas não é uma povoação com grande desenvolvimento cultural e desportivo. No entanto, há a assinalar a existência da Associação Bairradense Cultural e Desportiva (ABCD). No entanto, devido à excelente técnica defensiva do Bairradas, a ABCD tem vindo a dar cartas no Ténis de Mesa, desporto conhecido internacionalmente por Ping pong.

## Heráldica
Armas - Escudo de prata, faixa ondeadas de azul e prata de três tiras, entre três abelhas de negro realçadas de ouro, em chefe e pinheiro arrancado de verde e frutado de ouro, em campanha. Coroa mural de prata de três torres. Listel branco, com a legenda a negro: “ BAIRRADAS “ (Fonte: Diário da República, III Série de 24 de janeiro de 2002).